# Velatida
Velatida là một bộ sao biển trong lớp Asteroidea. Bộ này có 5 họ, 25 chi, tổng cộng có 203 loài.

## Hình ảnh

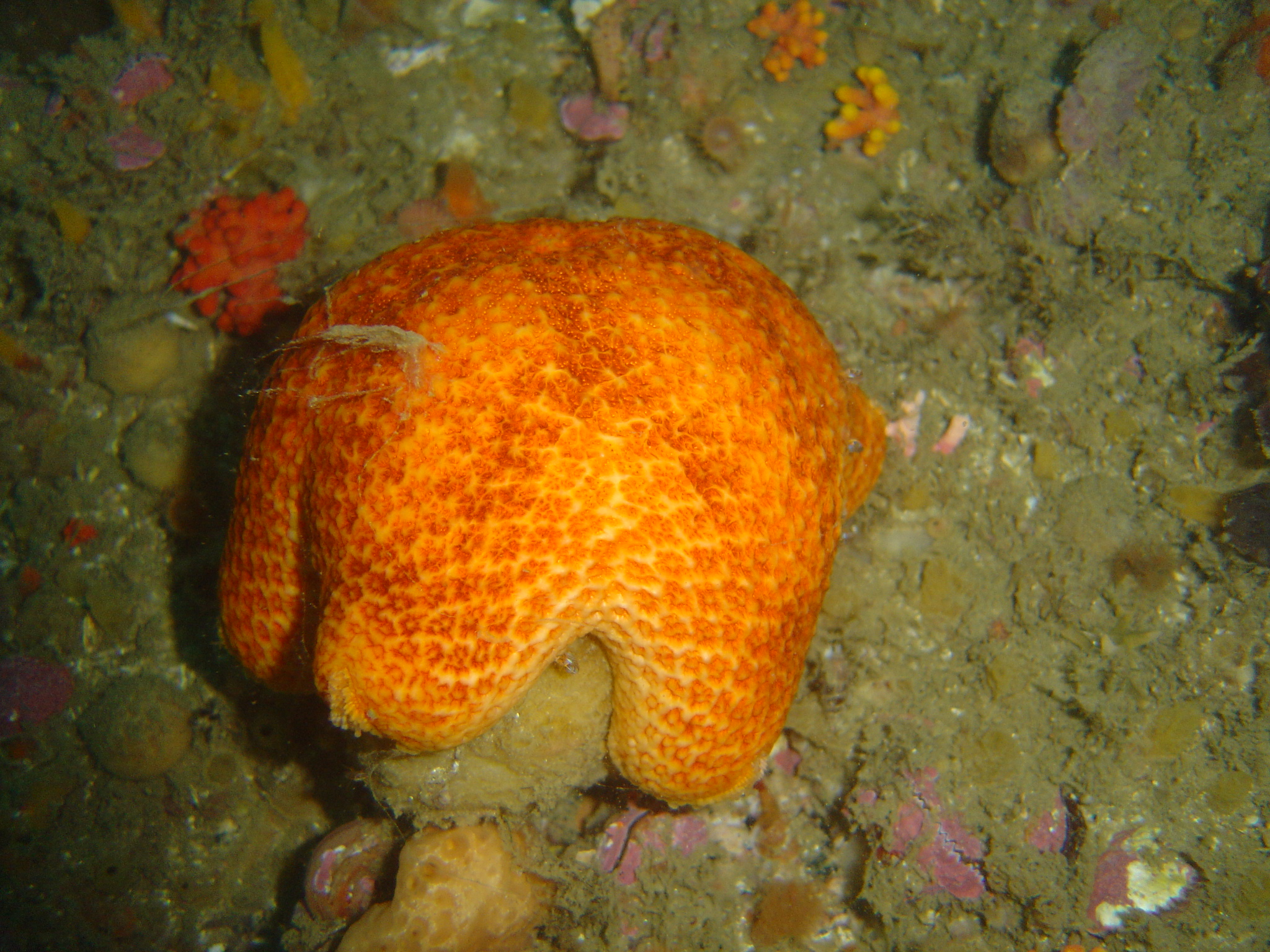

## Các họ
Bộ này có 5 họ 
- Caymanostellidae
- Korethrasteridae
- Myxasteridae
- Pterasteridae
- Solasteridae